# Symbole
 (juillet 2021).
Pour les articles homonymes, voir Symbole (homonymie).
Un symbole peut être un objet, une image, un mot écrit, un son voire un être vivant, ou une marque particulière qui représente quelque chose d'autre par association, ressemblance ou convention.

## Définition
Certains domaines, notamment scientifiques et techniques, font un usage extensif du concept de symbole, qui désigne une écriture qui représente une abstraction. C'est ainsi que les mathématiques définissent le calcul symbolique. En philosophie et en sciences humaines et sociales, on tend à distinguer un signe, qui a un sens précis — comme les panneaux du code de la route, dont un texte réglementaire indique avec le moins d'ambiguïté possible la signification, d'un symbole, qui renvoie à un ensemble plus confus de pensées.
Un symbole peut être un objet, une image, une forme reconnaissable éventuellement associée à un champ chromatique, un mot, un son, toute une marque qui représente quelque chose d'autre par association, ressemblance ou convention. Cela peut être une personne, une « figure symbolique » de quelque chose, une formule de reconnaissance d'individus appartenant à un groupe, un signal gestuel ou bien un signe dessiné ou sculpté. L'aspect culturel est prédominant.

### Signe et symbole
« Le symbole ne doit pas être confondu avec le signe, car il n'est pas conventionnel et intellectuel, mais appel de l'imagination sensible vers un spirituel qu'il suggère sans le signifier »

— Anne Souriau, Vocabulaire d'esthétique
Les sciences humaines et sociales distinguent symbole et signe. Les signes — par exemple les emblèmes — renvoient à une signification précise, conventionnelle, tandis que les symboles évoquent, laissant la possibilité d'associations mentales diverses.
En linguistique, on étudie une paire signifié et signifiant. Un signe linguistique est une forme contingente associée à un concept. Ce qu'évoque un symbole varie selon le contexte ; les individus penchent plus ou moins pour un sentiment ou une interprétation selon le contexte et selon leur évolution psychologique. La psychanalyse pose que tout évènement qu'une parole peut évoquer dans la cure peut s'entendre comme un symbole relié à un affect fondamental — par exemple, un symbole paternel relie au père.
Le symbole est la base pour des « analogies pertinentes, des homologies, des associations d’idées, des connotations, des relations entre le sens premier du symbole et les sens figurés qui permettent cette extraction ». Un signe peut trouver une application symbolique, quand son sens est manifestement incongru dans le contexte, ou que l'on fait un effort délibéré pour l'associer plus librement, au delà de la convention.
La sémiotique donne à signe un sens plus général qu'à symbole : un symbole peut aussi bien se comprendre comme un signe relié par des liens élastiques à des significations, qu'un signe comme un symbole dont une convention fixe la signification.

### Perspective historique
Le sens du mot « symbole » a varié au cours de son emploi, de sorte que les réflexions d'un auteur ancien peuvent porter à confusion.
Le mot « symbole » est issu du grec ancien σύμβολον / súmbolon, dérivé du verbe συμβάλλομαι / sumballomai, « mettre ensemble, apporter son écot, comparer » (de σύν / sún, « avec », et βάλλω / bállô, « lancer, jeter »). Un « sumbolon » était un tesson de poterie cassé en deux morceaux et partagé entre deux contractants. Pour liquider le contrat, il fallait faire la preuve de sa qualité en rapprochant les deux morceaux qui devaient s'emboîter parfaitement. Par la suite, des formes d'abstraction, comme le langage ou la gestuelle, ont pu remplacer les objets dans leur fonction de représenter un engagement, une promesse, une alliance, un contrat, un pacte scellé entre deux partenaires (par exemple, une poignée de main sera le symbole d'un accord). Dans ce sens, un symbole est donc un objet sensible qu'on « pose côte à côte avec » une réalité abstraite ou surnaturelle qu'il est destiné à représenter. Le symbole est le terme visible d'une comparaison dont l'autre terme est invisible[réf. souhaitée].
Aristote emploie par métaphore « symbole » pour désigner une correspondance : « Les sons émis par la voix sont les symboles des états d'âme […] les mots parlés ne sont pas [chez tous les hommes] les mêmes, bien que les états de l'âme dont ces expressions sont les signes immédiats soient identiques chez tous, comme sont identiques aussi les choses dont ces états sont les images ».
L'herméneutique grecque distingue deux modes de réception du langage, la compréhension pour le langage clair, l'interprétation pour le langage obscur. Héraclite dit de l'Oracle de Delphes qu'il « ne dit rien ni ne cache rien mais il signifie » ; Porphyre de Tyr rapporte que Pythagore enseignait « soit en développant sa pensée, soit en usant de symboles ».
Jusqu'à la fin de l'époque classique, au début du XVIIIe siècle, le symbole est une question — et une figure — de rhétorique. L'esthétique se fonde sur l'imitation de la nature dont l'image est le signe, idéalisé. On parle de symbole lorsque le spectateur peine à rapprocher ce qu'il voit d'une signification conventionnelle. L'époque romantique répudie ensuite la rhétorique, et avance deux traits de la conception moderne du symbole : les romantiques n'admettent pas de norme pour les productions artistiques ni pour leur interprétation — l'art est à lui-même sa propre fin, et l'interprétation du symbole n'est ni codifiée, ni codifiable.
Au début du XXe siècle, « Le symbole est un signe concret évoquant, par un rapport naturel, quelque chose d'absent ou d'impossible à percevoir ». Ce sens est proche de celui de la rhétorique. Mais Peirce distingue icone — signe qui ressemble à un objet, comme le portrait, indice — signe qui permet d'inférer l'existence d'un objet, comme la fumée pour le feu et symbole — signe qui renvoie à l'objet par convention, comme une croix verte montre une pharmacie. La sémiotique considère, à sa suite, que le symbole est une variété de signe, qu'il est possible d'associer, par une théorie appropriée, à une signification.
Paul Ricœur « appelle symbole toute structure de signification où un sens direct, primaire, littéral, désigne par surcroît un autre sens indirect, secondaire, figuré, qui ne peut être appréhendé qu'à travers le premier ». Les auteurs doivent convenir qu'un symbole est passible d'interprétations variables selon le contexte et la personne qui le considère. Tzvetan Todorov écrit : « un texte ou un discours devient symbolique à partir du moment où, par un travail d’interprétation, nous lui découvrons un sens indirect ». Jean Chevalier donne quelques caractéristiques qui amènent à interpréter, plutôt que comprendre :
1. Obscurité : le symbole dépasse l'entendement intellectuel et l'intérêt esthétique. Il est « un terme apparemment saissisable dont l'insaisissable est l'autre terme[17] ».
2. Pluridimensionnalité. Chaque symbole condense plusieurs faces, formes, sens, interprétations. Un personnage de Amadou Hampaté Bâ s'écrie : « Ô mon frère, apprends que chaque symbole a un, deux, plusieurs sens[18] ».
3. Relativité. Les symboles varient selon le contexte, ils revêtent une grande diversité iconographique ou littéraire, ils sont perçus différemment selon qu'on est éveillé ou endormi, créateur ou interprète.

## Fonctions du symbole

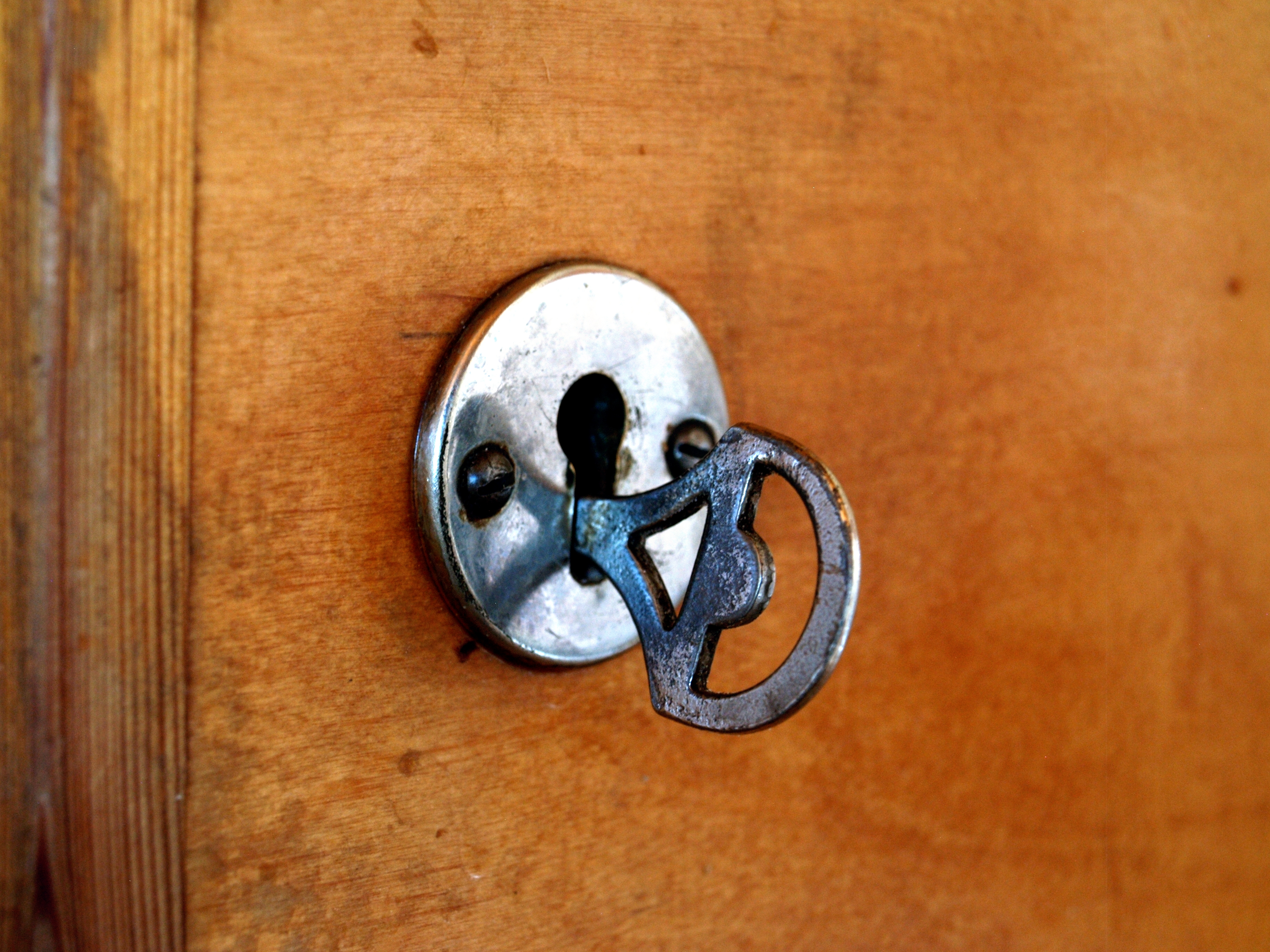
La représentation d'une clé dans une serrure est souvent un symbole sexuel, mais pas toujours selon Carl-Gustav Jung.

- La première des fonctions[réf. nécessaire] du symbole est la « fonction sémiotique » : il signifie quelque chose, il désigne, comme tout signe[réf. nécessaire]. Le symbole est une représentation porteuse de sens. C'est un système signifiant relevant de la connotation, par exemple, le carré peut désigner le nombre quatre[réf. nécessaire].
- Une deuxième fonction du symbole est la « fonction révélatrice ». Le symbole apparaît ainsi comme la réalité visible (accessible aux cinq sens) qui invite à découvrir des réalités invisibles. Ce qu'un signe ordinaire ne permet pas de dire, le symbole le permet. Le symbole traduit l'intraduisible, éclaire l'obscur. Par exemple : le Soleil, qui éblouit, permet de présenter l'inaccessibilité de Dieu ; l'océan figure l'infini de l'amour[réf. nécessaire].
- « Fonction universalisante » : les symboles fondés sur une corrélation naturelle entre symbolisant et symbolisé sont de partout et de toujours. Par exemple, de nombreuses cultures symbolisent l'inaltérabilité par l'or.
- Une autre fonction est la « fonction transformatrice », pour le psychisme. Selon la psychologie des profondeurs (Carl-Gustav Jung), un symbole contient une grande énergie que l'homme peut transformer, en l'amplifiant, en la sublimant, en la réorientant… Par exemple, certains malades se guérissent en travaillant sur des couleurs, des sons, leurs rêves, leurs fantasmes conscients ou leurs fantasmes inconscients[réf. souhaitée].
- Une autre fonction est la « fonction magique »[réf. nécessaire] : le symbole, de façon formelle ou de façon concrète, agit sur les choses, indirectement, analogiquement. Par exemple, un magicien croit - à tort ou à raison - que le nombre treize, par une « vertu occulte » qui échappe à la raison et à la science physique, porte malheur.

## L'étude du symbole en général
Les disciplines sémiologie et sémiotique sont occidentales. Elles sont dans le français courant confondues.
Le schéma ou plan qui organise l'étude des signes et signaux symboliques se fait en plusieurs divisions ou sous-ensembles des objets d'étude. (La modélisation, le « référentiel » est plus ou moins « rigide » et adapté plutôt à une étude dont il est issu qu'à une autre). Le signe donné doit pouvoir « parler » comme symbole et donc être identifié comme symbole plus ou moins flou, avec des termes qui ne sont pas forcément un nom mais des associations d'attributs particuliers. L'effet étudié devient fonction étudiée. Les autres constituants deviennent information selon la modélisation des perceptions simples qui font l'objet de la constatation recherchée.
La sémiologie théorise au départ en deux divisions : Signifié et signifiant (-autrement énoncé aussi le « Signifiant et le signifié » suivant le point de vue adopté -). Ce couple ou duplet est étudié au sein de la vie sociale selon Ferdinand de Saussure en 1916 sur les bases de l'étude de la langue.
La sémiotique en théorise en général au départ trois divisions avec pour support les modes de production, de fonctionnement et de réception des signes mis en systèmes de pensée concernant les individus entre eux et dans leur rapport au groupe(s). (-Groupe a le sens du « méta-individu » qu'est le groupe social-).
Le « triangle sémiotique » est réarrangé dans leur importances des « faces » ou « facteurs », ou « fonctions » qui le constituent selon le modèle, la hiérarchie peut y exister (dépendance).
Dimension de domaine de culture: culture philosophique, culture scientifique, et dimension de domaine d'étude pour son application pratique : la médecine (la Sémiologie médicale), la science de la logique, la communication (avec le commerce…), etc.
Le nombre de facteurs étudiés donne parfois selon la théorie mise en place un schéma des dépendances de fonctionnement « supérieur » à celui du « triangle ».
Le nombre des « faces » du schéma et ses dimensions « cause/effet » augmente dans l'histoire brève de ces sciences. La systémique nouvelle science en évolution constante, avec les recherches associées transversalement comprenant la psychologie étudie le monde complexe avec ses symboles, et la modélisation.

### Schémas

#### Le couple signifiant et signifié
« Le lien entre le signifiant et le signifié est de l’ordre de l’analogie, de la similitude, de la parenté, de la ressemblance, parfois de contraste, d'antithèse, d'antagonique. ».
Selon Jean-Marie Schaeffer, dans la perspective de Saussure, la notion de dimension sémantique est « le lieu d'une ambiguïté, puisqu'elle peut concerner les relations entre signifiant et signifié (designatum) ou alors celles entre le signe global et le référent (denotatum), on est évidemment obligé de distinguer entre relation sémantique (interne au signe) et relation référentielle ».

#### Le triangle sens - dénotation - représentation
Frege, en 1892, distinguait :
- Le sens (Sinn) - le sens est l'expression ou la proposition, c'est la signification, la pensée exprimée, il peut être commun à plusieurs personnes ;
- La référence (dénotation, Bedeutung)- la référence est l'objet désigné, ce qu'une expression linguistique désigne ;
- La représentation (Zeichen)- la représentation est une unité mentale subjective et individuelle.

Charles S. Peirce, en 1897, distinguait :
- representamen (signe matériel) qui dénote un
- object, un objet (un objet de la pensée) grâce à un
- interpretant (une représentation mentale faite dans la relation entre le representamen et l'objet thématique de la pensée), un sens porté par le signe.

Charles K. Ogden et Ivor A. Armstrong distinguaient en 1923 :
- le symbole (terme, expression linguistique) ;
- la référence (concept, unité de pensée) ;
- le référent (objet, partie du monde perceptible ou concevable : la Tour Eiffel, la vitesse).

Charles W. Morris distingue trois « dimensions » du signe :
- Sémantique : la dimension sémantique regarde la relation entre le signe et ce qu'il signifie ;
- Syntaxique : la dimension syntaxique regarde la relation des signes entre eux ;
- Pragmatique : la dimension pragmatique regarde la relation entre les signes et les utilisateurs des signes.

#### Cinq composants et plus
Mis en deux divisions schématiques de quatre, huit facteurs de domaine et d'étude :
Charles W. Morris, en 1938, distingue dans le signe quatre identifiants de dépendance fonctionnelle (4 uplets) :
- le véhicule du signe : ce qui agit comme signe
- le designatum : ce à quoi le signe réfère
- l'effet produit sur un certain interprète
- l'interprète : la personne pour qui le signe a fonction de signe.

Et quatre usages en dépendance du signe :
- l'information
- l'évaluation
- la stimulation
- la systématisation.

#### Cinq facteurs
Les principaux termes qui entrent dans la définition du signe sont :
- le stimulus (le signal physique employé, par exemple un son vocal)
- le signifiant (le modèle dont le stimulus constitue une manifestation, par exemple un phonème)
- le signifié (le sens, le contenu du signe)…
- le concept (la représentation mentale à laquelle correspond le signifié), soit logique, soit psychologique
- le référent (ce dont on parle quand on emploie tel signe) (Louis Hébert).

#### L'approche «Caractéristiques et critères»

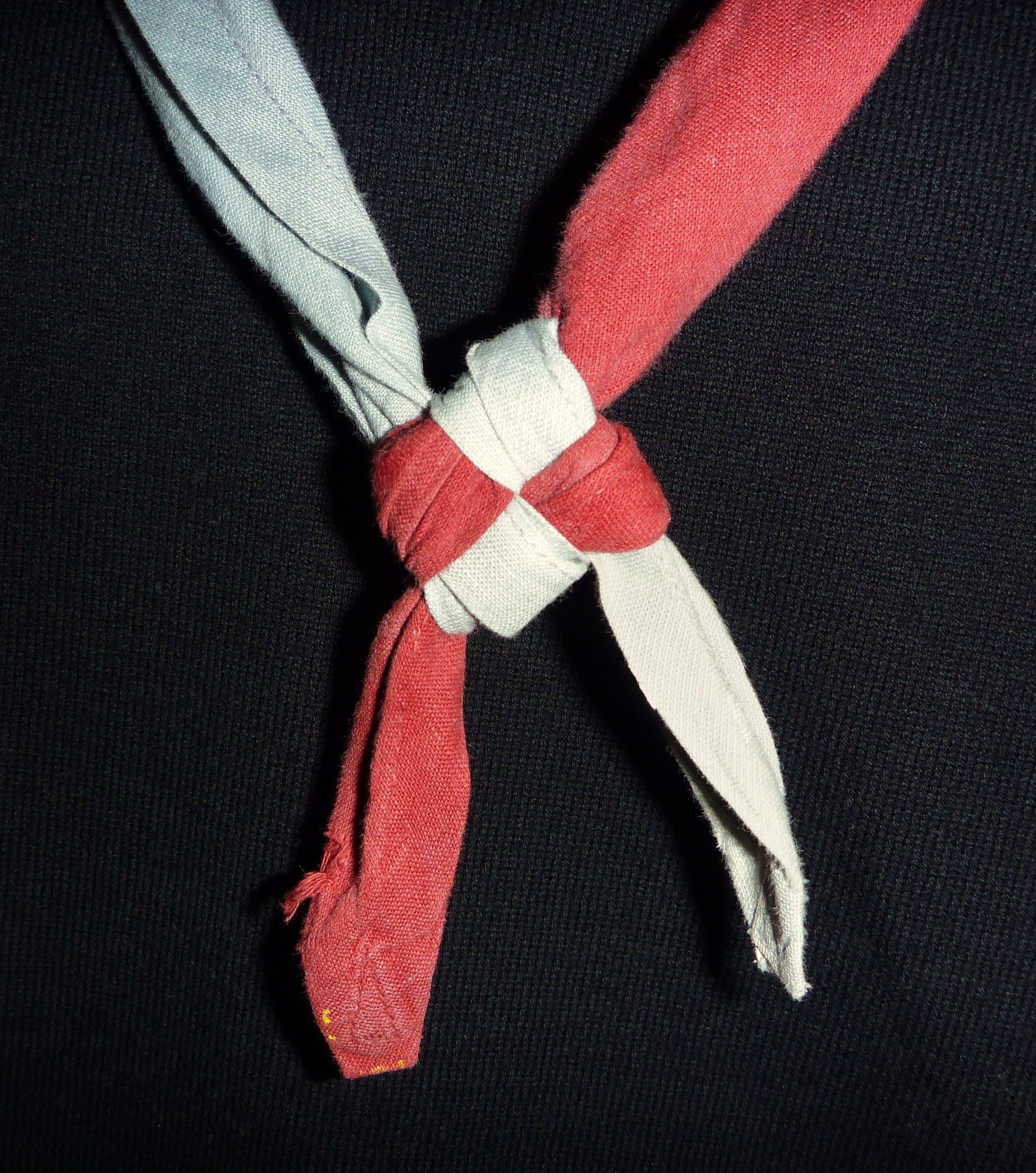
Le nœud carré sur les foulards des scouts francophones est hautement symbolique, car il définit plusieurs des valeurs du scoutisme (égalité, ordre, harmonie, solidarité…) transcrites dans la structure du nœud.

La notion de symbole fait jouer plusieurs critères, pour distinguer, entre eux, les types de symboles. Origine : naturelle ou culturelle ? Référence : explicite ou implicite ? Composition : unique (la couleur jaune est simple) ou plurielle (la couleur violette a deux éléments, le rouge et le bleu) ? Signification : objective ou subjective ? Substance : inerte ou vivante, matérielle ou psychique, visuelle ou sonore, objet ou événement… ? Domaine : vie quotidienne ou art, rêve ou pensée, mythe ou rite...? Finalités : information sociale ou expression intime… ?
La tortue est le symbole de la lenteur : la correspondance entre le symbolisant « tortue » et le symbolisé « lenteur » est naturelle (la tortue est lente, par nature), plurielle (la tortue est lente, non seulement par sa marche, mais encore par sa mastication, etc.), polysémique (la tortue symbolise, non seulement la lenteur, mais encore la résistance passive, la longévité, etc.), explicite (à voir la tortue on saisit immédiatement pourquoi elle représente la lenteur), objective (le lien tortue/lenteur est impartial et universel)…
Critère fondamental : selon T. Todorov (1978), « un texte ou un discours devient symbolique à partir du moment où, par un travail d’interprétation, nous lui découvrons un sens indirect ». Par exemple, « Il fait froid ici » peut, selon son sens direct, signifier qu’il fait froid ici. Toutefois, s’il est adressé à une tierce personne se trouvant dans la même pièce que l’énonciateur, ce même énoncé peut signifier à l’autre, indirectement, de fermer la fenêtre.

## Anthropologie
La science à la fin du XIXe siècle en Occident a fait partie des projets de société. « La société s'améliore » a pu être un slogan, avec une vision forte conjointe, celle que « ce qui ne peut être expérimental n'est pas avéré ». Dans une époque où on préférait plus chiffrer et moins évaluer par tractations, époque dans une culture du conflit admis et même préféré. La culture populaire locale pose dès lors le problème de la magie, de l'ésotérisme, des mythes, des rites, des religions, des cérémonies, des croyances et des symbolismes.
Les symboles représentent, sous forme imagée et souvent fantaisiste, un objet ou un événement dont on n’a pas, ou plus, la vision réelle et auquel on veut donner un sens particulier ou lui induire une croyance.
Toutefois le symbole garde entièrement sa valeur et son sens moral.
L'Anthropologie va utiliser et l'Histoire et les différents modèles établis sur les symboles et établir de ce fait une grande partie de la symbolique.

### Préhistoire
Dès le Paléolithique supérieur, on peut émettre l'hypothèse de symboles. L'utilisation de l'ocre rouge, attestée il y a 280 000 ans, est peut-être symbolique. Certains signes vieux de 35 000 ans (os de l’abri Blanchard à Sergeac en Dordogne) semblent ou des symboles ou des signes attestant d’observations des cycles solaires, lunaires et stellaires. On a des amulettes dès 35 000 av. J.-C. Dans certaines grottes, on trouve des mains négatives par centaines (Gargas, Pech Merle, 25 000 av. J.-C.). Les animaux chassés (principalement des rennes) mais surtout ceux observés sans être chassés (félins, chevaux, bisons) étaient dessinés avec une grande précision sur les parois, les voûtes et le sol des grottes ornées, à des profondeurs où l'homme n'avait pas établi d'habitat. Ces dessins avaient sans doute une portée symbolique et magique. Les premières grottes-sanctuaires (grottes de Lascaux, de Niaux, des Trois-Frères, du Portel) datent d'au moins 16 000 av. J.-C. Les humains étaient souvent représentés de manière peu réaliste, comme volontairement flous, déformés. De même des figures mi-humaines mi-animales sont connues.
Au Néolithique, de 4 800 à 1 300 av. J.-C., l'homme a élevé des monuments mégalithiques en terre et en pierres comme les dolmens, des sépultures collectives avec une finalité institutionnelle visant la cohésion d'une collectivité stable et sédentaire que l'on peut considérer comme une société à part entière avec son symbolisme religieux, ses rites et cérémonies magiques et sa culture. Les monuments mégalithiques ainsi que la plupart des temples pouvaient avoir un symbolisme astronomique accompagnant la découverte des principes fondamentaux de l'astronomie (année solaire, cycle lunaire, cartographie céleste, mesure du temps) et des mathématiques, principes conduisant au développement de l'astrologie et des divinations.
Avec l'histoire, qui coïncide avec l'invention de l'écriture à Sumer, vers 3 200 av. J.-C., apparurent les premiers mythes fondateurs et récits religieux, magiques, littéraires.

## La perspective religieuse

Divers symboles religieux.

### Symboles bibliques
(octobre 2007).
Améliorez-le ou discutez des points à vérifier. 
La Bible est pleine de symboles, comme cela est souvent le cas pour les textes sacrés. Ils servent à tenter d'exprimer l'indicible (le sentiment de Dieu, la foi, les pressentiments…). Le livre de l'Apocalypse est un bon exemple de livre biblique riche en symboles (le dragon, l'agneau, la bête, les quatre cavaliers, etc.). La lecture en est même difficile pour les non-spécialistes. Les chiffres dans la Bible ont également une portée symbolique. Par exemple, 4 = le monde, 7 = perfection, 40 = le temps d'une génération, etc. Ainsi, pour comprendre un symbole biblique, il est parfois nécessaire de lire les autres récits bibliques où ce symbole apparaît, afin d'y trouver un sens commun et de mieux le comprendre.
Chez les chrétiens, on a conservé comme affirmation de la foi ce qu'on appelle le « symbole des apôtres », également connu sous le nom de Credo. Le mot symbole fait référence à deux moitiés qui vont ensemble, et que l'on peut retrouver aisément. Ainsi le symbole des apôtres peut se réciter sur les doigts des deux mains, et les deux mains se rejoignent comme les deux moitiés du symbole. Chaque doigt de la main droite trouve son équivalent à la main gauche. Pour plus de précisions, voir le paragraphe qui reprend les deux parties du Credo et les relie.

## «Symboles» des sciences

### Mathématiques
Les mathématiques traitent de relations entre des objets rigoureusement définis. Pour désigner ces objets avec concision, et permettre de formuler des relations clairement pour ceux qui connaissent ces définitions, on utilise des noms conventionnels — par exemple laplacien —, des abréviations — sin pour sinus — et, très souvent, une écriture purement conventionnelle et particulière à la discipline, comme les signes en arithmétique. Toutes ces façons de désigner des objets ou des opérations mathématiques ont précisément la même nature : ce sont des index vers une définition.
Cet usage libre du mot symbole, dans un domaine d'où les associations imprécises sont proscrites, prend souvent la forme d'une lettre de l'alphabet romain ou de l'alphabet grec, parfois modifiés (ℝ designe l'ensemble des nombres réels, etc.), inversés comme le nabla ∇ ou les signes de la théorie des ensembles (∀, ∃, etc.). Des conventions d'écriture permettent de distinguer une lettre dans son usage courant et en tant que signe mathématique ou physique.

### Sciences de la nature et technologie
Dans les sciences de la nature, « symbole » a le sens de signe logico-mathématique : une lettre désigne une grandeur définie ailleurs. Pour faciliter la communication, des grandeurs d'usage fréquent se désignent par des signes et abréviations usuelles — v pour vitesse, etc..
On exprime une unité de mesure par un nom ou une abréviation conventionnels, qu'on distingue, dans un imprimé, d'un nom de variable par une écriture en romain et non en italique.

## Étymologie
Le mot « symbole » vient du latin symbolus ou symbolum, lui-même emprunté au grec σύμβολον / súmbolon signifiant « objet coupé en deux dont les parties réunies à la suite d'une quête permettent aux détenteurs de se reconnaître ». Les racines grecques « sym- » et « -bole » viennent respectivement des mots σύν / sún (« avec, ensemble ») et βάλλω / bállô, « lancer, jeter ».
Étymologiquement, « symbole » est l'antonyme de « diable ». Ce mot vient en effet du latin diabolus, lui-même emprunté au grec διάβολος / diábolos signifiant « qui désunit » et venant de la préposition διά / diá, « en séparant ») et du verbe mentionné ci-dessus βάλλω / bállô. La racine grecque « dia- » est l'antonyme de « sym- ».